# 岡部長周
岡部 長周（おかべ ながのり）は、江戸時代後期の和泉国岸和田藩の世嗣。官位は主計頭。

## 略歴
8代藩主・岡部長備の長男として誕生。母は青山忠高の娘。
享和3年（1803年）、家督を相続することなく死去した。享年18。父・長備も後を追うように亡くなり、家督は弟・長慎が継いだ。